# Таліт
Таліт (від юд.-арам. טלית, сефард. таліт, ашкеназ. та́лес) — молитовне вбрання в юдаїзмі, що представляє собою особливим чином виготовлене прямокутне покривало. Заповіді носіння таліту не існує, однак є заповідь пов'язати цицит на чотирикутне покривало і щоразу, дивлячись на блакитну нитку, пов'язану поверх цицит, згадувати про 613 заповідей і виконувати їх. Таліт також називають «молитовною одежею» або «молитовною шаллю», яку носять євреї-чоловіки під час ранкової молитви. Таліт є основою дизайну прапора держави Ізраїль.
Термін «таліт» певною мірою неоднозначний. Це може стосуватися або таліт-катан («маленький таліт»), який можна носити поверх або під одягом і який зазвичай називають «цицит», або таліт-гадол («великий таліт»). У деяких єврейських громадах таліт-гадол дарує батько синові, тесть зятю або вчитель учневі. Його можна придбати, щоб відзначити особливу подію, наприклад весілля чи бар-міцву. Багато батьків разом з тфіліном купують своїм синам таліт у віці 13 років, хоча в ортодоксальних родинах дитина чоловічої статі буде носити таліт-катан з дошкільного віку. У неортодоксальних реформаторських і консервативних рухах, окрім чоловіків, деякі жінки сьогодні також носять таліт-гадол. Хоча багато віруючих приносять свій власний таліт-гадол до синагоги, зазвичай є стелаж для відвідувачів і гостей.